# Паради, Мария Леония
Святая Мари́я Лео́ния (фр. Marie-Léonie), в миру Элоди́-Виржини́ Паради́ (фр. Alodie-Virginie Paradis, 12 мая 1840, Сен-Жан-сюр-Ришелье, Квебек — 3 мая 1912, Шербрук, Квебек) — канадская католическая монахиня. В 1880 году основала конгрегацию «Младшие сёстры Святого Семейства», работающую в области образования в Канаде.
Причислена к лику блаженных папой Иоанном Павлом II в 1984 году. В 2024 году канонизирована папой Франциском.

## Биография
Родилась в Квебеке в 1840 году в семье Джозефа Паради и Эмили Грегори. Единственная дочь из шести детей, из которых до совершеннолетия дожили только трое. Обучалась у сестёр Нотр-Дама. Приняла Первое Причастие в 1850 году. В феврале 1854 года в Монреале 14-летняя Паради присоединилась к «Марианиткам Сен-Лорана», женской ветви «Конгрегации Святого Креста». Принесла монашеские обеты в августе 1857 года и получила имя Мария Леония. После этого несколько лет преподавала в Монреале .
В 1862 году её отправили в церковь Святого Винсента де Поля, приход франкоязычных католиков на Манхэттене. Она оставалась там до 1870 года, когда присоединилась к «Сёстрам Святого Креста», американскому отделению её ордена в Нотр-Даме, штат Индиана. Там она преподавала французский язык и рукоделие сёстрам, готовившимся стать учителями.
В 1874 году была назначена наставницей послушниц в колледже Сен-Жозеф в деревне Мемрамкук, Уэстморленд, Нью-Брансуик. Активно поддерживала конгрегацию «Отцы Святого Креста» в их миссии по обучению молодых учителей.
В 1880 году основала конгрегацию «Младшие сёстры Святого Семейства». Несколько раз подавала прошение епископу Сент-Джона дать одобрение общине, но так его и не получила. В 1895 году убедила епископа Шербрука принять «Младших сестёр» в свою епархию и дать им епархиальное одобрение. Конгрегация переехала в Квебек и получила каноническое одобрение в 1896 году.
С октября 1904 года стала носить монашеский хабит своей конгрегации. В 1905 году папа Пий X освободил её от обязательств перед «Конгрегацией Святого Креста». Вскоре у Паради диагностировали рак, её здоровье стало постепенно ухудшаться. Скончалась неожиданно после ужина 3 мая 1912 года.

## Почитание
Беатифицирована папой Иоанном Павлом II в Монреале 11 сентября 1984 года. 24 января 2024 года папа Франциск одобрил второе чудо, необходимое для канонизации. Канонизирована на площади Святого Петра 20 октября 2024 года.
День памяти — 4 мая.